# Carna
Carna (Cardia) – w mitologii rzymskiej bogini posiadająca władzę nad wszelkimi drzwiami i zamknięciami, uznawana także za opiekunkę noworodków i najważniejszych organów ciała, a także posiadająca władzę nad striges.
Pierwotnie była nimfą o imieniu Crane zamieszkującą w okolicy późniejszego miasta Rzym. W świętym gaju będącym jej siedzibą nad brzegiem Tybru, gdzie składano jej ofiary jeszcze na początku I wieku p.n.e., oddawała się głównie polowaniom. Ślubowała dziewictwo i skutecznie unikała zalotów zakochanych w niej myśliwych, aż ostatecznie posiadł ją Janus, przed którym nie zdołała się uchronić. Pragnąc jej to wynagrodzić, obdarzył ją władzą nad wszystkimi zamknięciami.
Przez Owidiusza utożsamiana z boginią zawiasów Cardeą (Fasti VI, 169–182). Według jego przekazu uratowała napastowanego przez striges małego Prokasa, późniejszego króla Alba Longa (Fasti VI, 148-168).
W ofierze składano jej bób, natomiast atrybutem jej była kolczasta gałązka głogu, dzięki któremu niweczyła moc zaklęć mających na celu otwarcie drzwi domowych.